# Kerrith Brown
Kerrith S. Brown (ur. 11 lipca 1962) – brytyjski judoka. Brązowy medalista olimpijski z Los Angeles (1984).
Brał udział w dwóch igrzyskach (IO 84, IO 88). W 1984, pod nieobecność sportowców z części krajów z tzw. Bloku Wschodniego, zajął trzecie miejsce w wadze lekkiej, do 71 kilogramów. W 1987 zdobył brąz mistrzostw świata Był srebrnym medalistą mistrzostw Europy w 1986 i brązowym w 1985.